# Загребельная, Вера Петровна
Вера Петровна Загребельная (Григорова) (род. 1924) — советский передовик производства в сельском хозяйстве. Герой Социалистического Труда (1948).

## Биография
Родилась 1 октября 1924 года в Харьковской области Украинской ССР.
Работала звеньевой колхоза «8-е марта» Купянского района Харьковской области.
В 1947 году звено под руководством В. П. Загребальной получило урожай пшеницы 35,3 центнера с гектара на площади 9,8 гектара.
16 февраля 1948 года  Указом Президиума Верховного Совета СССР «за получение высоких урожаев пшеницы при выполнении колхозом обязательных поставок и натуроплаты за работу МТС в 1947 году и обеспеченности семенами зерновых культур для весеннего сева 1948 года» Вера Петровна Григорова была удостоена звания Героя Социалистического Труда с вручением Ордена Ленина и золотой медали «Серп и Молот».
В последующие годы В. П. Загребельная жила и работала в Харьковской области.

## Награды
- Медаль «Серп и Молот» (16.02.1948)
- Орден Ленина (16.02.1948)